# Temporada 2017 de MotoGP
La temporada 2017 de MotoGP fue la 69.º edición de la categoría principal del Campeonato del Mundo de Motociclismo. Se inició el 26 de marzo en Lusail (Catar) y cuenta con 18 competencias. Marc Márquez inicia la temporada como campeón defensor en MotoGP, habiendo asegurado su tercer título del mundo de la categoría reina en el Gran Premio de Japón de 2016.

## Calendario
| Ronda | Fecha            | Gran Premio                                         | Circuito                                                |
| ----- | ---------------- | --------------------------------------------------- | ------------------------------------------------------- |
| 1     | 26 de marzo      | Gran Premio de Catar                                | Losail International Circuit, Lusail                    |
| 2     | 9 de abril       | Gran Premio de la República Argentina               | Autódromo Termas de Río Hondo, Santiago del Estero      |
| 3     | 23 de abril      | Gran Premio de las Américas                         | Circuito de las Américas, Austin                        |
| 4     | 7 de mayo        | Gran Premio de España                               | Circuito de Jerez, Jerez de la Frontera                 |
| 5     | 21 de mayo       | Gran Premio de Francia                              | Circuito de Bugatti, Le Mans                            |
| 6     | 4 de junio       | Gran Premio de Italia                               | Mugello Circuit, Scarperia                              |
| 7     | 11 de junio      | Gran Premio de Cataluña                             | Circuit de Barcelona-Catalunya, Montmeló                |
| 8     | 25 de junio      | TT Assen                                            | TT Circuit Assen, Assen                                 |
| 9     | 2 de julio       | Gran Premio de Alemania                             | Sachsenring, Hohenstein-Ernstthal                       |
| 10    | 6 de agosto      | Gran Premio de la República Checa                   | Automotodrom Brno, Brno                                 |
| 11    | 13 de agosto     | Gran Premio de Austria                              | Red Bull Ring, Spielberg                                |
| 12    | 27 de agosto     | Gran Premio de Gran Bretaña*                        | Silverstone Circuit, Silverstone                        |
| 13    | 10 de septiembre | Gran Premio de San Marino y de la Riviera de Rimini | Misano World Circuit Marco Simoncelli, Misano Adriatico |
| 14    | 24 de septiembre | Gran Premio de Aragón                               | Motorland Aragón, Alcañiz                               |
| 15    | 15 de octubre    | Gran Premio de Japón                                | Twin Ring Motegi, Motegi                                |
| 16    | 22 de octubre    | Gran Premio de Australia                            | Circuito de Phillip Island, Phillip Island              |
| 17    | 29 de octubre    | Gran Premio de Malasia                              | Sepang International Circuit, Selangor                  |
| 18    | 12 de noviembre  | Gran Premio Motul de la Comunidad Valenciana        | Circuit Ricardo Tormo, Valencia                         |

### Cambios en el calendario
- El Gran Premio de Gran Bretaña de Motociclismo estaba programado para pasar de Silverstone al nuevo Circuito de Gales, pero la construcción de la nueva pista no ha comenzado.[17] Los dos circuitos llegaron a un acuerdo que verá a Silverstone seguir siendo el anfitrión del Gran Premio de Gran Bretaña en 2017, con una opción para acoger la carrera de 2018.[10]

## Equipos y pilotos
| Equipos de fábrica                  | Equipos de fábrica | Equipos de fábrica      | Equipos de fábrica | Equipos de fábrica   | Equipos de fábrica |
| Equipo                              | Constructor        | Moto                    | N.º                | Piloto               | Rondas             |
| ----------------------------------- | ------------------ | ----------------------- | ------------------ | -------------------- | ------------------ |
| Ducati Team                         | Ducati             | Ducati Desmosedici GP17 | 04                 | Andrea Dovizioso     | Todas              |
| Ducati Team                         | Ducati             | Ducati Desmosedici GP17 | 51                 | Michele Pirro        | 6, 13, 18          |
| Ducati Team                         | Ducati             | Ducati Desmosedici GP17 | 99                 | Jorge Lorenzo        | Todas              |
| Repsol Honda Team                   | Honda              | Honda RC213V            | 26                 | Dani Pedrosa         | Todas              |
| Repsol Honda Team                   | Honda              | Honda RC213V            | 93                 | Marc Márquez         | Todas              |
| Red Bull KTM Factory Racing         | KTM                | KTM RC16                |                    |                      |                    |
| Red Bull KTM Factory Racing         | KTM                | KTM RC16                | 36                 | Mika Kallio          | 9, 11, 14, 18      |
| Red Bull KTM Factory Racing         | KTM                | KTM RC16                | 38                 | Bradley Smith        | Todas              |
| Red Bull KTM Factory Racing         | KTM                | KTM RC16                | 44                 | Pol Espargaró        | Todas              |
| Team Suzuki Ecstar                  | Suzuki             | Suzuki GSX-RR           |                    |                      |                    |
| Team Suzuki Ecstar                  | Suzuki             | Suzuki GSX-RR           | 12                 | Takuya Tsuda         | 4                  |
| Team Suzuki Ecstar                  | Suzuki             | Suzuki GSX-RR           | 29                 | Andrea Iannone       | Todas              |
| Team Suzuki Ecstar                  | Suzuki             | Suzuki GSX-RR           | 42                 | Álex Rins            | 1–3, 8–18          |
| Team Suzuki Ecstar                  | Suzuki             | Suzuki GSX-RR           | 50                 | Sylvain Guintoli     | 5–7                |
| Movistar Yamaha MotoGP              | Yamaha             | Yamaha YZR-M1           | 25                 | Maverick Viñales     | Todas              |
| Movistar Yamaha MotoGP              | Yamaha             | Yamaha YZR-M1           | 46                 | Valentino Rossi      | 1–12, 14-18        |
| Yamalube Yamaha Factory Racing Team | Yamaha             | Yamaha YZR-M1           |                    |                      |                    |
| 21                                  | Yamaha             | Yamaha YZR-M1           | Katsuyuki Nakasuga | 15                   |                    |
| Equipos independientes              |                    |                         |                    |                      |                    |
| Equipo                              | Constructor        | Moto                    | N.º                | Piloto               | Rondas             |
| Aprilia Racing Team Gresini         | Aprilia            | Aprilia RS-GP           | 22                 | Sam Lowes            | Todas              |
| Aprilia Racing Team Gresini         | Aprilia            | Aprilia RS-GP           | 41                 | Aleix Espargaró      | 1–16, 18           |
| Octo Pramac Racing                  | Ducati             | Ducati Desmosedici GP17 | 9                  | Danilo Petrucci      | Todas              |
| Octo Pramac Racing                  | Ducati             | Ducati Desmosedici GP16 | 45                 | Scott Redding        | Todas              |
| Reale Avintia Racing                | Ducati             | Ducati Desmosedici GP16 | 8                  | Héctor Barberá       | Todas              |
| Reale Avintia Racing                | Ducati             | Ducati Desmosedici GP15 | 76                 | Loris Baz            | Todas              |
| Pull & Bear Aspar Team              | Ducati             | Ducati Desmosedici GP15 | 17                 | Karel Abraham        | Todas              |
| Pull & Bear Aspar Team              | Ducati             | Ducati Desmosedici GP16 | 19                 | Álvaro Bautista      | Todas              |
| Honda LCR                           | Honda              | Honda RC213V            | 35                 | Cal Crutchlow        | Todas              |
| EG 0,0 Marc VDS                     | Honda              | Honda RC213V            |                    |                      |                    |
| EG 0,0 Marc VDS                     | Honda              | Honda RC213V            | 7                  | Hiroshi Aoyama       | 15                 |
| EG 0,0 Marc VDS                     | Honda              | Honda RC213V            | 43                 | Jack Miller          | 1–14, 16-18        |
| EG 0,0 Marc VDS                     | Honda              | Honda RC213V            | 53                 | Esteve Rabat         | Todas              |
| Monster Yamaha Tech 3               | Yamaha             | Yamaha YZR-M1           | 5                  | Johann Zarco         | Todas              |
| Monster Yamaha Tech 3               | Yamaha             | Yamaha YZR-M1           | 23                 | Broc Parkes          | 16                 |
| Monster Yamaha Tech 3               | Yamaha             | Yamaha YZR-M1           | 31                 | Kohta Nozane         | 15                 |
| Monster Yamaha Tech 3               | Yamaha             | Yamaha YZR-M1           | 60                 | Michael van der Mark | 17-18              |
| Monster Yamaha Tech 3               | Yamaha             | Yamaha YZR-M1           | 94                 | Jonas Folger         | 1–14               |

| Leyenda             |
| ------------------- |
| Piloto regular      |
| Piloto novato       |
| Piloto invitado     |
| Piloto de reemplazo |

### Cambios de equipos
- KTM se unirá al campeonato con un equipo de fábrica por primera vez en su historia.[45]

### Cambios de pilotos
- Jorge Lorenzo se unirá a Ducati, tras dejar el Movistar Yamaha MotoGP. El pase de Lorenzo a Ducati termina su relación de nueve años con Yamaha.[46]
- Maverick Viñales se unirá a Yamaha, después de dejar el Team Suzuki Ecstar.[47]
- Bradley Smith y Pol Espargaró dejarán el Tech 3 Yamaha para unirse al recién formado equipo de fábrica KTM para la temporada 2017.[48][49]
- Álex Rins ascenderá a la categoría reina, haciendo su debut en MotoGP con el Team Suzuki Ecstar.[50] Será compañero de Andrea Iannone, quien dejó Ducati.[47]
- Sam Lowes subirá a la categoría reina, haciendo su debut en MotoGP con el Aprilia Racing Team Gresini. Será compañero de Aleix Espargaró, que dejó Suzuki para unirse al equipo.[51]
- Jonas Folger y Johann Zarco, campeón del Mundo de Moto2 2015 y 2016, ascenderán a la categoría reina, con ambos pilotos haciendo su debut en MotoGP con el Monster Yamaha Tech 3.[52]
- Stefan Bradl y Eugene Laverty dejarán MotoGP para ir al Campeonato Mundial de Superbikes.[53][54]
- Álvaro Bautista dejará el Aprilia Racing Team Gresini para regresar al Aspar Team. Bautista compitió previamente con el equipo de Aspar entre el 2006 y el 2009.[55]
- Karel Abraham volverá a MotoGP con Aspar Team después de competir en el Campeonato Mundial de Superbikes en la temporada 2016.[56]
- Yonny Hernández volverá a Moto2, después de quedar sin moto en MotoGP.[57]

## Resultados y clasificación

### Grandes Premios
| Ronda | Gran Premio                            | Pole position    | Vuelta rápida    | Piloto ganador   | Constructor ganador |
| ----- | -------------------------------------- | ---------------- | ---------------- | ---------------- | ------------------- |
| 1     | Gran Premio de Catar                   | Maverick Viñales | Johann Zarco     | Maverick Viñales | Yamaha              |
| 2     | Gran Premio de Argentina               | Marc Márquez     | Maverick Viñales | Maverick Viñales | Yamaha              |
| 3     | Gran Premio de las Américas            | Marc Márquez     | Marc Márquez     | Marc Márquez     | Honda               |
| 4     | Gran Premio de España                  | Dani Pedrosa     | Dani Pedrosa     | Dani Pedrosa     | Honda               |
| 5     | Gran Premio de Francia                 | Maverick Viñales | Maverick Viñales | Maverick Viñales | Yamaha              |
| 6     | Gran Premio de Italia                  | Maverick Viñales | Maverick Viñales | Andrea Dovizioso | Ducati              |
| 7     | Gran Premio de Cataluña                | Dani Pedrosa     | Jonas Folger     | Andrea Dovizioso | Ducati              |
| 8     | Gran Premio de los Países Bajos        | Johann Zarco     | Scott Redding    | Valentino Rossi  | Yamaha              |
| 9     | Gran Premio de Alemania                | Marc Márquez     | Jonas Folger     | Marc Márquez     | Honda               |
| 10    | Gran Premio de la República Checa      | Marc Márquez     | Maverick Viñales | Marc Márquez     | Honda               |
| 11    | Gran Premio de Austria                 | Marc Márquez     | Johann Zarco     | Andrea Dovizioso | Ducati              |
| 12    | Gran Premio de Gran Bretaña            | Marc Márquez     | Marc Márquez     | Andrea Dovizioso | Ducati              |
| 13    | Gran Premio de San Marino              | Maverick Viñales | Marc Márquez     | Marc Márquez     | Honda               |
| 14    | Gran Premio de Aragón                  | Maverick Viñales | Dani Pedrosa     | Marc Márquez     | Honda               |
| 15    | Gran Premio de Japón                   | Johann Zarco     | Andrea Dovizioso | Andrea Dovizioso | Ducati              |
| 16    | Gran Premio de Australia               | Marc Márquez     | Johann Zarco     | Marc Márquez     | Honda               |
| 17    | Gran Premio de Malasia                 | Dani Pedrosa     | Andrea Dovizioso | Andrea Dovizioso | Ducati              |
| 18    | Gran Premio de la Comunidad Valenciana | Marc Márquez     | Johann Zarco     | Dani Pedrosa     | Honda               |

### Clasificación por pilotos
Sistema de puntuación
Los puntos se reparten entre los quince primeros clasificados en acabar la carrera. 
Sistema de puntuación de 1993 hasta 2022:
| Posición | 1.º | 2.º | 3.º | 4.º | 5.º | 6.º | 7.º | 8.º | 9.º | 10.º | 11.º | 12.º | 13.º | 14.º | 15.º |
| Puntos   | 25  | 20  | 16  | 13  | 11  | 10  | 9   | 8   | 7   | 6    | 5    | 4    | 3    | 2    | 1    |

| Pos.    | Piloto               | Moto    | QAT | ARG | USA | ESP | FRA | ITA | CAT | NED | GER | CZE | AUT | GBR | RSM | ARA | JPN | AUS | MAL | VAL | Ptos. |
| ------- | -------------------- | ------- | --- | --- | --- | --- | --- | --- | --- | --- | --- | --- | --- | --- | --- | --- | --- | --- | --- | --- | ----- |
| 1       | Marc Márquez         | Honda   | 4   | Ret | 1   | 2   | Ret | 6   | 2   | 3   | 1   | 1   | 2   | Ret | 1   | 1   | 2   | 1   | 4   | 3   | 298   |
| 2       | Andrea Dovizioso     | Ducati  | 2   | Ret | 6   | 5   | 4   | 1   | 1   | 5   | 8   | 6   | 1   | 1   | 3   | 7   | 1   | 13  | 1   | Ret | 261   |
| 3       | Maverick Viñales     | Yamaha  | 1   | 1   | Ret | 6   | 1   | 2   | 10  | Ret | 4   | 3   | 6   | 2   | 4   | 4   | 9   | 3   | 9   | 12  | 230   |
| 4       | Dani Pedrosa         | Honda   | 5   | Ret | 3   | 1   | 3   | Ret | 3   | 13  | 3   | 2   | 3   | 7   | 14  | 2   | Ret | 12  | 5   | 1   | 210   |
| 5       | Valentino Rossi      | Yamaha  | 3   | 2   | 2   | 10  | Ret | 4   | 8   | 1   | 5   | 4   | 7   | 3   |     | 5   | Ret | 2   | 7   | 5   | 208   |
| 6       | Johann Zarco         | Yamaha  | Ret | 5   | 5   | 4   | 2   | 7   | 5   | 14  | 9   | 12  | 5   | 6   | 15  | 9   | 8   | 4   | 3   | 2   | 174   |
| 7       | Jorge Lorenzo        | Ducati  | 11  | Ret | 9   | 3   | 6   | 8   | 4   | 15  | 11  | 15  | 4   | 5   | Ret | 3   | 6   | 15  | 2   | Ret | 137   |
| 8       | Danilo Petrucci      | Ducati  | Ret | 7   | 8   | 7   | Ret | 3   | Ret | 2   | 12  | 7   | Ret | Ret | 2   | 20  | 3   | 21  | 6   | 13  | 124   |
| 9       | Cal Crutchlow        | Honda   | Ret | 3   | 4   | Ret | 5   | Ret | 11  | 4   | 10  | 5   | 15  | 4   | 13  | Ret | Ret | 5   | 15  | 8   | 112   |
| 10      | Jonas Folger         | Yamaha  | 10  | 6   | 11  | 8   | 7   | 13  | 6   | Ret | 2   | 10  | Ret | DNS | 9   | 16  |     |     |     |     | 84    |
| 11      | Jack Miller          | Honda   | 8   | 9   | 10  | Ret | 8   | 15  | Ret | 6   | 15  | 14  | Ret | 16  | 6   | 13  |     | 7   | 8   | 7   | 82    |
| 12      | Álvaro Bautista      | Ducati  | Ret | 4   | 15  | Ret | Ret | 5   | 7   | Ret | 6   | Ret | 8   | 10  | 12  | 8   | Ret | 17  | 11  | Ret | 75    |
| 13      | Andrea Iannone       | Suzuki  | Ret | 16  | 7   | Ret | 10  | 10  | 16  | 9   | Ret | 19  | 11  | Ret | Ret | 12  | 4   | 6   | 17  | 6   | 70    |
| 14      | Scott Redding        | Ducati  | 7   | 8   | 12  | 11  | Ret | 12  | 13  | Ret | 20  | 16  | 12  | 8   | 7   | 14  | 16  | 11  | 13  | Ret | 64    |
| 15      | Aleix Espargaró      | Aprilia | 6   | Ret | 17  | 9   | Ret | Ret | Ret | 10  | 7   | 8   | 13  | Ret | Ret | 6   | 7   | Ret |     | Ret | 62    |
| 16      | Álex Rins            | Suzuki  | 9   | Ret | DNS |     |     |     |     | 17  | 21  | 11  | 16  | 9   | 8   | 17  | 5   | 8   | DSQ | 4   | 59    |
| 17      | Pol Espargaró        | KTM     | 16  | 14  | Ret | Ret | 12  | Ret | 18  | 11  | 13  | 9   | Ret | 11  | 11  | 10  | 11  | 9   | 10  | Ret | 55    |
| 18      | Loris Baz            | Ducati  | 12  | 11  | Ret | 13  | 9   | 18  | 12  | 8   | 19  | Ret | 9   | 15  | 16  | 21  | 10  | 18  | Ret | 16  | 45    |
| 19      | Esteve Rabat         | Honda   | 15  | 12  | 13  | Ret | 11  | 11  | 15  | 12  | 18  | 17  | 19  | 12  | Ret | 15  | 15  | 16  | 18  | 10  | 35    |
| 20      | Karel Abraham        | Ducati  | 14  | 10  | Ret | 15  | Ret | 16  | 14  | 7   | 17  | 13  | 14  | 13  | 17  | Ret | Ret | 14  | Ret | 14  | 32    |
| 21      | Héctor Barberá       | Ducati  | 13  | 13  | 14  | 12  | Ret | 14  | 9   | 16  | DSQ | 20  | 17  | 14  | Ret | 18  | 14  | 20  | 14  | 15  | 28    |
| 22      | Bradley Smith        | KTM     | 17  | 15  | 16  | 14  | 13  | 20  | DNS | Ret | 14  | Ret | 18  | 17  | 10  | 19  | 17  | 10  | 12  | 11  | 29    |
| 23      | Michele Pirro        | Ducati  |     |     |     |     |     | 9   |     |     |     |     |     |     | 5   |     |     |     |     | 9   | 25    |
| 24      | Mika Kallio          | KTM     |     |     |     |     |     |     |     |     | 16  |     | 10  |     |     | 11  |     |     |     | Ret | 11    |
| 25      | Sam Lowes            | Aprilia | 18  | Ret | Ret | 16  | 14  | 19  | 19  | Ret | Ret | 18  | 20  | Ret | Ret | 22  | 13  | 19  | Ret | Ret | 5     |
| 26      | Katsuyuki Nakasuga   | Yamaha  |     |     |     |     |     |     |     |     |     |     |     |     |     |     | 12  |     |     |     | 4     |
| 27      | Sylvain Guintoli     | Suzuki  |     |     |     |     | 15  | 17  | 17  |     |     |     |     |     |     |     |     |     |     |     | 1     |
|         | Michael van der Mark | Yamaha  |     |     |     |     |     |     |     |     |     |     |     |     |     |     |     |     | 16  | 17  | 0     |
|         | Takuya Tsuda         | Suzuki  |     |     |     | 17  |     |     |     |     |     |     |     |     |     |     |     |     |     |     | 0     |
|         | Hiroshi Aoyama       | Honda   |     |     |     |     |     |     |     |     |     |     |     |     |     |     | 18  |     |     |     | 0     |
|         | Broc Parkes          | Yamaha  |     |     |     |     |     |     |     |     |     |     |     |     |     |     |     | 22  |     |     | 0     |
|         | Kohta Nozane         | Yamaha  |     |     |     |     |     |     |     |     |     |     |     |     |     |     | Ret |     |     |     | 0     |
| Pos.    | Piloto               | Moto    | QAT | ARG | USA | ESP | FRA | ITA | CAT | NED | GER | CZE | AUT | GBR | RSM | ARA | JPN | AUS | MAL | VAL | Ptos. |
| Fuente: |                      |         |     |     |     |     |     |     |     |     |     |     |     |     |     |     |     |     |     |     |       |

| Color     | Resultado                                                               |
| --------- | ----------------------------------------------------------------------- |
| Oro       | Ganador                                                                 |
| Plata     | 2.ª plaza                                                               |
| Bronce    | 3.ª plaza                                                               |
| Verde     | Finalizó en los puntos                                                  |
| Azul      | Finalizó sin puntos                                                     |
| Azul      | NC - No clasificado                                                     |
| Violeta   | Ret - No terminó (Carrera)                                              |
| Rojo      | DNQ - No se clasificó                                                   |
| Negro     | DSQ - Descalificado                                                     |
| Blanco    | DNS - No empezó (carrera)                                               |
| Blanco    | WD - Retirado (fin de semana)                                           |
| Blanco    | C - Carrera cancelada                                                   |
| Sin color | DNP - Inscrito pero no participó                                        |
| Sin color | INJ - Lesionado                                                         |
| Sin color | EX - Excluido                                                           |
| Estado    | Resultado                                                               |
| Negrita   | Pole position                                                           |
| Cursiva   | Vuelta rápida                                                           |
| †         | Abandona, pero clasifica al completar el porcentaje requerido para ello |

### Clasificación constructores
| Pos. | Constructor | QAT | ARG | USA | ESP | FRA | ITA | CAT | NED | GER | CZE | AUT | GBR | RSM | ARA | JPN | AUS | MAL | VAL | Ptos. |
| ---- | ----------- | --- | --- | --- | --- | --- | --- | --- | --- | --- | --- | --- | --- | --- | --- | --- | --- | --- | --- | ----- |
| 1    | Honda       | 4   | 3   | 1   | 1   | 3   | 6   | 2   | 3   | 1   | 1   | 2   | 4   | 1   | 1   | 2   | 1   | 4   | 1   | 357   |
| 2    | Yamaha      | 1   | 1   | 2   | 4   | 1   | 2   | 5   | 1   | 2   | 3   | 5   | 2   | 4   | 4   | 8   | 2   | 3   | 2   | 321   |
| 3    | Ducati      | 2   | 4   | 6   | 3   | 4   | 1   | 1   | 2   | 6   | 6   | 1   | 1   | 2   | 3   | 1   | 11  | 1   | 9   | 310   |
| 4    | Suzuki      | 9   | 16  | 7   | 17  | 10  | 10  | 16  | 9   | 21  | 11  | 11  | 9   | 8   | 12  | 4   | 6   | 17  | 4   | 100   |
| 5    | KTM         | 16  | 14  | 16  | 14  | 12  | 20  | 18  | 11  | 13  | 9   | 10  | 11  | 10  | 10  | 11  | 9   | 10  | 11  | 69    |
| 6    | Aprilia     | 6   | Ret | 17  | 9   | 14  | 19  | 19  | 10  | 7   | 8   | 13  | Ret | Ret | 6   | 7   | 19  | Ret | Ret | 64    |
| Pos. | Constructor | QAT | ARG | USA | ESP | FRA | ITA | CAT | NED | GER | CZE | AUT | GBR | RSM | ARA | JPN | AUS | MAL | VAL | Ptos. |

### Clasificación de equipos
| Pos. | Equipo                      | N.º | QAT | ARG | USA | ESP | FRA | ITA | CAT | NED | GER | CZE | AUT | GBR | RSM | ARA | JPN | AUS | MAL | VAL | Ptos. |
| ---- | --------------------------- | --- | --- | --- | --- | --- | --- | --- | --- | --- | --- | --- | --- | --- | --- | --- | --- | --- | --- | --- | ----- |
| 1    | Repsol Honda Team           | 26  | 5   | Ret | 3   | 1   | 3   | Ret | 3   | 13  | 3   | 2   | 3   | 7   | 14  | 2   | Ret | 12  | 5   | 1   | 508   |
| 1    | Repsol Honda Team           | 93  | 4   | Ret | 1   | 2   | Ret | 6   | 2   | 3   | 1   | 1   | 2   | Ret | 1   | 1   | 2   | 1   | 4   | 3   | 508   |
| 2    | Movistar Yamaha MotoGP      | 25  | 1   | 1   | Ret | 6   | 1   | 2   | 10  | Ret | 4   | 3   | 6   | 2   | 4   | 4   | 9   | 3   | 9   | 12  | 438   |
| 2    | Movistar Yamaha MotoGP      | 46  | 3   | 2   | 2   | 10  | Ret | 4   | 8   | 1   | 5   | 4   | 7   | 3   |     | 5   | Ret | 2   | 7   | 5   | 438   |
| 3    | Ducati Team                 | 04  | 2   | Ret | 6   | 5   | 4   | 1   | 1   | 5   | 8   | 6   | 1   | 1   | 3   | 7   | 1   | 13  | 1   | Ret | 398   |
| 3    | Ducati Team                 | 99  | 11  | Ret | 9   | 3   | 6   | 8   | 4   | 15  | 11  | 15  | 4   | 5   | Ret | 3   | 6   | 15  | 2   | Ret | 398   |
| 4    | Monster Yamaha Tech 3       | 5   | Ret | 5   | 5   | 4   | 2   | 7   | 5   | 14  | 9   | 12  | 5   | 6   | 15  | 9   | 8   | 4   | 3   | 2   | 258   |
| 4    | Monster Yamaha Tech 3       | 23  |     |     |     |     |     |     |     |     |     |     |     |     |     |     |     | 22  |     |     | 258   |
| 4    | Monster Yamaha Tech 3       | 31  |     |     |     |     |     |     |     |     |     |     |     |     |     |     | Ret |     |     |     | 258   |
| 4    | Monster Yamaha Tech 3       | 60  |     |     |     |     |     |     |     |     |     |     |     |     |     |     |     |     | 16  | 17  | 258   |
| 4    | Monster Yamaha Tech 3       | 94  | 10  | 6   | 11  | 8   | 7   | 13  | 6   | Ret | 2   | 10  | Ret | DNS | 9   | 16  |     |     |     |     | 258   |
| 5    | Octo Pramac Racing          | 9   | Ret | 7   | 8   | 7   | Ret | 3   | Ret | 2   | 12  | 7   | Ret | Ret | 2   | 20  | 3   | 21  | 6   | 13  | 188   |
| 5    | Octo Pramac Racing          | 45  | 7   | 8   | 12  | 11  | Ret | 12  | 13  | Ret | 20  | 16  | 12  | 8   | 7   | 14  | 16  | 11  | 13  | Ret | 188   |
| 6    | Team Suzuki Ecstar          | 12  |     |     |     | 17  |     |     |     |     |     |     |     |     |     |     |     |     |     |     | 130   |
| 6    | Team Suzuki Ecstar          | 29  | Ret | 16  | 7   | Ret | 10  | 10  | 16  | 9   | Ret | 19  | 11  | Ret | Ret | 12  | 4   | 6   | 17  | 6   | 130   |
| 6    | Team Suzuki Ecstar          | 42  | 9   | Ret | DNS |     |     |     |     | 17  | 21  | 11  | 16  | 9   | 8   | 17  | 5   | 8   | DSQ | 4   | 130   |
| 6    | Team Suzuki Ecstar          | 50  |     |     |     |     | 15  | 17  | 17  |     |     |     |     |     |     |     |     |     |     |     | 130   |
| 7    | EG 0,0 Marc VDS             | 7   |     |     |     |     |     |     |     |     |     |     |     |     |     |     | 18  |     |     |     | 117   |
| 7    | EG 0,0 Marc VDS             | 43  | 8   | 9   | 10  | Ret | 8   | 15  | Ret | 6   | 15  | 14  | Ret | 16  | 6   | 13  |     | 7   | 8   | 7   | 117   |
| 7    | EG 0,0 Marc VDS             | 53  | 15  | 12  | 13  | Ret | 11  | 11  | 15  | 12  | 18  | 17  | 19  | 12  | Ret | 15  | 15  | 16  | 18  | 10  | 117   |
| 8    | LCR Honda                   | 35  | Ret | 3   | 4   | Ret | 5   | Ret | 11  | 4   | 10  | 5   | 15  | 4   | 13  | Ret | Ret | 5   | 15  | 8   | 112   |
| 9    | Pull&Bear Aspar Team        | 17  | 14  | 10  | Ret | 15  | Ret | 16  | 14  | 7   | 17  | 13  | 14  | 13  | 17  | Ret | Ret | 14  | Ret | 14  | 107   |
| 9    | Pull&Bear Aspar Team        | 19  | Ret | 4   | 15  | Ret | Ret | 5   | 7   | Ret | 6   | Ret | 8   | 10  | 12  | 8   | Ret | 17  | 11  | Ret | 107   |
| 10   | Red Bull KTM Factory Racing | 38  | 17  | 15  | 16  | 14  | 13  | 20  | DNS | Ret | 14  | Ret | 18  | 17  | 10  | 19  | 17  | 10  | 12  | 11  | 84    |
| 10   | Red Bull KTM Factory Racing | 44  | 16  | 14  | Ret | Ret | 12  | Ret | 18  | 11  | 13  | 9   | Ret | 11  | 11  | 10  | 11  | 9   | 10  | Ret | 84    |
| 11   | Reale Avintia Racing        | 8   | 13  | 13  | 14  | 12  | Ret | 14  | 9   | 16  | DSQ | 20  | 17  | 14  | Ret | 18  | 14  | 20  | 14  | 15  | 73    |
| 11   | Reale Avintia Racing        | 76  | 12  | 11  | Ret | 13  | 9   | 18  | 12  | 8   | 19  | Ret | 9   | 15  | 16  | 21  | 10  | 18  | Ret | 16  | 73    |
| 12   | Aprilia Racing Team Gresini | 22  | 18  | Ret | Ret | 16  | 14  | 19  | 19  | Ret | Ret | 18  | 20  | Ret | Ret | 22  | 13  | 19  | Ret | Ret | 67    |
| 12   | Aprilia Racing Team Gresini | 41  | 6   | Ret | 17  | 9   | Ret | Ret | Ret | 10  | 7   | 8   | 13  | Ret | Ret | 6   | 7   | Ret |     | Ret | 67    |
| Pos. | Equipo                      | N.º | QAT | ARG | USA | ESP | FRA | ITA | CAT | NED | GER | CZE | AUT | GBR | RSM | ARA | JPN | AUS | MAL | VAL | Ptos. |

| Color     | Resultado                                                               |
| --------- | ----------------------------------------------------------------------- |
| Oro       | Ganador                                                                 |
| Plata     | 2.ª plaza                                                               |
| Bronce    | 3.ª plaza                                                               |
| Verde     | Finalizó en los puntos                                                  |
| Azul      | Finalizó sin puntos                                                     |
| Azul      | NC - No clasificado                                                     |
| Violeta   | Ret - No terminó (Carrera)                                              |
| Rojo      | DNQ - No se clasificó                                                   |
| Negro     | DSQ - Descalificado                                                     |
| Blanco    | DNS - No empezó (carrera)                                               |
| Blanco    | WD - Retirado (fin de semana)                                           |
| Blanco    | C - Carrera cancelada                                                   |
| Sin color | DNP - Inscrito pero no participó                                        |
| Sin color | INJ - Lesionado                                                         |
| Sin color | EX - Excluido                                                           |
| Estado    | Resultado                                                               |
| Negrita   | Pole position                                                           |
| Cursiva   | Vuelta rápida                                                           |
| †         | Abandona, pero clasifica al completar el porcentaje requerido para ello |